# Anaerostipes hominis
Anaerostipes hominis es una bacteria grampositiva del género Anaerostipes. Fue descrita en el año 2021. Su etimología hace referencia a humano. Es anaerobia estricta, inmóvil y formadora de esporas. Tiene un tamaño de 0,7 μm de ancho por 2,5 μm de largo. Forma colonias circulares de color marfil. Temperatura de crecimiento entre 15-45 °C, óptima de 37 °C. Catalasa y oxidasa negativas. Sensible a ampicilina, metronidazol y vancomicina. Se ha aislado de heces de un paciente con enfermedad de Crohn. 